# تيوت (الجزائر)
تيوت تابعة إقليميا لدائرة عين الصفراء ولاية النعامة الجزائرية.
أصل كلمة تيوت أمازيغي و هو جمع كلمة «توت» التي تعني منبع (الماء).
تقع تيوت على جبال قصور الأطلس الصحراوي،
10 كم شرق عين الصفراء كامتداد لـلطريق الوطني 47، بين جبل عيسى من الشمال الغربي، جبل جرى وجبل مكثر من الجنوب.
تقع تيوت على بعد 40 كم من منتجع عين ورقة ، على بعد 45 كم من قلعة الشيخ بوعمامه، على بعد 40 كم من سفاسفة، على بعد 70 كلم من بوسمغون ، و 50 كلم من عسلة. ارتفاعها المتوسط 1000 متر.
تغطي منطقة تيوت مساحة قدرها 789.25 كم² وتدرج في نهاية عام 2008، 6657 نسمة.
تشتهر المنطقة بمنحوتاتها الصخرية. لديها أكثر من 54 محطة.

## الجغرافيا
منطقة تيوت محاطة بالجبال مما يأدي إلى وجود مناخ محلي بدرجة حرارة لا تتجاوز 38 درجة. هناك عشرة أيام من الجليد في السنة.
تتميز تيوت بواديها.

### الواحة
واحة تيوت تبلغ مساحتها 220 هكتار. لديها 71 نوعا من التمور بما في ذلك فقوس وأغراس.

### سد تيوت
يعتبر سد تيوت أول سد تم إنشاؤه في أفريقيا (قبل 1300). مبني من الجير والحجر، يتم تغذيته من خلال تدفق مياه الأمطار من واحمتَي مغرار ووادي رويبة. منذ حفر الابار، أصبح الماء نادرًا في السد.

### قصر تيوت
يعود تاريخ قصر تيوت إلى 9 قرون. تم بناؤه على أطراف وادي تيوت بارتفاع يبلغ 8 أمتار بالنسبة إلى سطح الوادي، مما يسمح بحمايته من الوادي الخام. و هو مبني بالصخور المستخرجة من جبل عيسى ، مشتقات النخيل (جذوع، ورق ) ، تربة، وطين، وكذلك المواريد السائبة التي ينضبها الوادي، على مساحة تقارب 27000 م². تطور من الأسفل، قرب الينابيع والحدائق، إلى الأعلى.
يحتوي القصر على 3 أبواب: باب سيد أحمد بن يوسف، باب هلال (كان يلاحظ الهلال من هذا الباب لإعلان بداية الشهر الهجري) ، وباب الخمير. يؤدي اثنان إلى الخارج والثالث إلى بستان النخيل.
كانت النساء تتنقل على الأسطح وشرف المنازل في جميع أنحاء المدينة في حين كان الرجال يتنقلون عبر الأزقة.
كان القصر يمتلك حماما تقليديا يعود إلى القرن الثالث. كان يسخن بالخشب. في النهار مخصص للنساء وفي المساء للرجال. يعود تاريخ وجود المراحيض العامة إلى 9 قرون. أزقة القصر تتميز بوجود تهوية كل 20 م.
يحتضن القصر مسجد يعود تاريخه إلى أكثر من 4 قرون، مع خصوصية عدم وجود مئذنة (بناء البربر في عهد المرابطين).
كان القصر مكتفي ذاتيا. كان لديه على وجه الخصوص حداد (أساسا لإنتاج الأدوات الزراعية). كان يتم دفع أجر هذا الأخير عن طريق المقايضة (فواكه وخضروات).
القصر محاط بواحة وكان يتم نقل المياه من الواحات إلى المدينة خلال الحروب عبر نفق.

### تزويد مياه الشرب
تم تجهيز قصر تيوت بثلاث أساليب لتزويد المياه: ساقية ثانوية من مياه الشرب متصلة بالساقية الرئيسية التي تعبر الوادي؛ تزويد مباشر من مصدر تدفق عالي جدا يسمى عين مسعود؛ حفر بئرين داخل القصر للاحتياجات المنزلية.

### ري بستان نخيل القصر
يستخدم نظام من سلسلة سدين لري بستان النخيل. تصل ساقية بطول 2 كم إلى بستان النخيل والحدائق. مداجن جماعية تقع في أعلى نقطة من بستان النخيل، تخزن المياه وتوزعها بين المزارعين حسب طريقة تقسيم الوقت.
بالإضافة إلى ذلك، تم إدخال نوعين من الآبار التقليدية: بئر الميزان لعمق ما بين 3 إلى 6 أمتار، وبئر بجر الحيوانات لعمق يصل إلى 20 م.

### الجماعات
تجمع تيوت جماعتين: الأمازيغ داخل القصر، والعرب حول القصر.
المجتمع الأمازيغي مسير من طرف التاجمعات (التي تعني المجلس أو الجماعة)، أما المجتمع العربي فهو مسير من قبل الشيخ. التاجمعات والشيخ هم السلطات التي تنظم حياة وقرارات الجماعتين.

## اللغات
اللغات المستخدمة في تيوت هي العربية واللهجة الأمازيغية «زناتي».